# Christian Slater
Christian Michael Leonard Slater (New York, 1969. augusztus 18. –) Golden Globe-díjas amerikai színész.
1985-ben a Billie Jean legendája című filmben kapott először főszerepet. Ezután A rózsa nevében Sean Connery oldalán szerepelt, majd a Gyilkos játékok című kultuszfilmmel szerzett szélesebb körű hírnevet a mozivásznon.
Az 1990-es években olyan nagyobb költségvetésű filmekben szerepelt, mint a Robin Hood, a tolvajok fejedelme, az Interjú a vámpírral, a Rés a pajzson, a Vízözön  vagy a Tiszta románc. 2000-től a színész televíziós szerepeket is elvállalt, többek között szerepet kapott Az elnök emberei, az Alias és a Simlisek című sorozatokban. Slater házastársa 2000 és 2005 között Ryan Haddon volt, két gyermekük született. Slater több alkalommal is összeütközésbe került a törvénnyel, mely esetek nagy sajtóvisszhangot kaptak.

## Színészi pályafutása

### A kezdeti évek
Slater a mozivásznon az 1985-ös Billie Jean legendája című filmmel debütált, melyben Billie Jean testvérét, Binx-et alakítja. A kasszasikerként megjósolt film megbukott a jegypénztáraknál, bár a későbbiekben kultuszfilmmé vált. Slater filmes pályafutása 1986-ban lendült előre A rózsa neve című filmmel, amelyben a főszereplő Sean Connery mellett egy szerzetest alakít. Az 1980-as évek végén Slater olyan további filmekben szerepelt, mint a Tucker, az autóbolond (1988), a Halálos biztonsággal vagy a Túl a csillagokon.
A színész karrierjére különösen pozitív hatással volt az 1989-es Gyilkos játékok c. film, amelyben egy negatív szereplő, J.D. szerepét kapta meg, Winona Ryder filmbéli partnereként. Alakítását a kritikusok a fiatal Jack Nicholsonéhoz hasonlították. A rákövetkező években Slater további filmekben is alakított problémás tizenéveseket, köztük az Adj rá kakaót! (1990) és A vadnyugat fiai 2. (1990) című filmekben, utóbbiban Emilio Estevez és Kiefer Sutherland oldalán.

### Filmes sikerek
1991-ben Slater megkapta Skarlát Will szerepét a Robin Hood, a tolvajok fejedelme című filmben, melyben Kevin Costner, Morgan Freeman és Alan Rickman mellett játszott. A film kiemelkedő bevételt ért el, világszerte 390 millió dollárt, és Slatert az 1990-es évek A-listás színészei közé emelte. 1991-ben a Star-Trek rajongó színész kisebb szerepet kapott a Star Trek VI: A nem ismert tartomány című filmben, valamint Charlie Luciano szerepében tűnt fel a szintén 1991-es Négykezes géppisztolyra című bűnügyi drámában. A következő évben a Kuffs, a zűrös zsaru című akcióvígjátékban tűnt fel, amely szintén pozitív kritikákat kapott.
1993-ban Slater egy számára új műfajban próbálta ki magát: Marisa Tomei partnereként a Rakoncátlan szív, illetve a Quentin Tarantino által írt Tiszta románc című romantikus filmekben, utóbbi lenyűgözte a kritikusokat. Kritikájában Roger Ebert filmkritikus a maximális négy csillagból háromra értékelte a filmet és a következőket írta: „Üdítő a film energiája és stílusa. Christian Slater rendelkezik azzal a pimasz nemtörődömséggel, melyre a filmnek szüksége van”.
1994-ben az Interjú a vámpírral című filmben Slater az interjúztató szerepét kapta meg. A szerepet eredetileg barátja, River Phoenix alakította volna, azonban ő tragikus körülmények közt elhunyt. Slater cserébe a szereplésért kapott 250 ezer dolláros honoráriumát Phoenix kedvenc jótékonysági szervezetei között osztotta szét. 1996-ban a színész Riley Hale szerepében tűnt fel John Woo nagy költségvetésű filmjében, a Rés a pajzsonban, melyben John Travolta is szerepelt, majd Slater az 1998-as Vízözön című filmben volt látható, Morgan Freeman mellett. Ugyanebben az évben Cameron Diaz partnere volt a Ronda ügy című vígjátékban.

### 2000 után
A 2000-es évektől a színész televíziós sorozatokban, alacsonyabb költségvetésű filmek főszerepeiben, illetve néhány nagyobb költségvetésű mozifilm mellékszereplőjeként tűnt fel. Szerepelt többek között Az elnök emberei és az Alias című népszerű sorozatokban, valamint a Bobby Kennedy – A végzetes nap és a Milliókért a pokolba című hollywoodi filmekben. Szinkronszínészként hangját kölcsönözte a Jimmy Neutron kalandjai című sorozatban, illetve a Prehistoric Planet és a Dinosaur Planet című dokumentumfilmekben. 2008-ban az Elsőszámú ellenségem, 2009-ben pedig az Elfelejtve című sorozatokban tűnt fel.
A 2010-es években olyan filmekben kapott szerepeket, mint A gyilkos folyó (2011), Sylvester Stallone akciófilmje, a Fejlövés (2012) vagy a két évadot megért Simlisek (2011–2012)
Mellékszereplője volt a 2015. június 24-én debütált Mr. Robot sorozatnak, egy hackercsoport tagját, Mr. Robotot alakította.

## Filmográfia

### Film
| Év   | Cím                                          | Eredeti cím                                 | Szerep                          | Magyar hang           |
| ---- | -------------------------------------------- | ------------------------------------------- | ------------------------------- | --------------------- |
| 1985 | Billie Jean legendája                        | The Legend of Billie Jean                   | Binx                            |                       |
| 1986 |                                              | Twisted                                     | Mark Collins                    |                       |
| 1986 | A rózsa neve                                 | The Name of the Rose                        | Melki Adso                      | Pusztaszeri Kornél    |
| 1986 | A rózsa neve                                 | The Name of the Rose                        | Melki Adso                      | Balázs Zoltán         |
| 1988 | Tucker, az autóbolond                        | Tucker: The Man and His Dream               | Preston Tucker, Jr.             | Molnár Levente        |
| 1988 | Gyilkos játékok                              | Heathers                                    | J.D.                            | Stohl András          |
| 1989 | Őrjítő szerelem                              | Desperate for Love                          | Cliff Petrie                    | Seszták Szabolcs      |
| 1989 | Őrjítő szerelem                              | Desperate for Love                          | Cliff Petrie                    | Simonyi Balázs        |
| 1989 | Túl a csillagokon                            | Beyond the Stars                            | Eric Michaels                   | Bolba Tamás           |
| 1989 | A varázsló                                   | The Wizard                                  | Nick Woods                      | Molnár Levente        |
| 1989 | Halálos biztonsággal                         | Gleaming the Cube                           | Brian Kelly                     |                       |
| 1990 | Történetek a sötét oldalról                  | Tales From The Darkside: The Movie          | Andy                            | Zalán János           |
| 1990 | Adj rá kakaót!                               | Pump Up the Volume                          | Mark Hunter                     | Breyer Zoltán         |
| 1990 | A vadnyugat fiai 2.                          | Young Guns II                               | Dave Rudabaugh                  | Viczián Ottó          |
| 1991 | Robin Hood, a tolvajok fejedelme             | Robin Hood: Prince of Thieves               | Will Scarlett                   | Mikula Sándor         |
| 1991 | Robin Hood, a tolvajok fejedelme             | Robin Hood: Prince of Thieves               | Will Scarlett                   | Szatory Dávid         |
| 1991 | Négykezes géppisztolyra                      | Mobsters                                    | Charlie „Lucky” Luciano         | Felföldi László       |
| 1991 | Star Trek VI: A nem ismert tartomány         | Star Trek VI: The Undiscovered Country      | Excelsior kommunikációs tisztje | Balázsi Gyula         |
| 1992 | Kuffs, a zűrös zsaru                         | Kuffs                                       | George Kuffs                    | Breyer Zoltán         |
| 1992 | Kuffs, a zűrös zsaru                         | Kuffs                                       | George Kuffs                    | Hevér Gábor           |
| 1992 | Kuffs, a zűrös zsaru                         | Kuffs                                       | George Kuffs                    | Dányi Krisztián       |
| 1992 | Bárhol ér a reggel                           | Where the Day Takes You                     | szociális munkás                |                       |
| 1992 | FernGully, az utolsó esőerdő                 | FernGully: The Last Rainforest              | Pips (hangja)                   | Fekete Zoltán         |
| 1993 | Rakoncátlan szív                             | Untamed Heart                               | Adam                            | Jantyik Csaba         |
| 1993 | Rakoncátlan szív                             | Untamed Heart                               | Adam                            | Stohl András          |
| 1993 | Rakoncátlan szív                             | Untamed Heart                               | Adam                            | Markovics Tamás       |
| 1993 | Tiszta románc                                | True Romance                                | Clarence Worley                 | Selmeczi Roland       |
| 1994 | Interjú a vámpírral                          | Interview with the Vampire                  | Daniel Molloy                   | Kálid Artúr           |
| 1994 | Jimmy Hollywood                              | Jimmy Hollywood                             | William                         |                       |
| 1995 | Az őrület fészke                             | Murder in the First                         | James Stamphill                 | Kolovratnik Krisztián |
| 1996 | Rózsaágy                                     | Bed of Roses                                | Lewis Farrell                   | Selmeczi Roland       |
| 1996 | Rózsaágy                                     | Bed of Roses                                | Lewis Farrell                   | Kálloy Molnár Péter   |
| 1996 | Rés a pajzson                                | Broken Arrow                                | Riley Hale                      | Forgács Péter         |
| 1997 | Szőr Austin Powers: Őfelsége titkolt ügynöke | Austin Powers: International Man Of Mystery | biztonsági őr                   | Földi Tamás           |
| 1997 | Julian Po                                    | Julian Po                                   | Julian Po                       | Galambos Péter        |
| 1997 | Átok és bosszú                               | Basil                                       | John Mannion                    |                       |
| 1998 | Vízözön                                      | Hard Rain                                   | Tom                             | Lux Ádám              |
| 1998 | Ronda ügy                                    | Very Bad Things                             | Robert Boyd                     | Kerekes József        |
| 2000 | A manipulátor                                | The Contender                               | Reginald Webster                | Dózsa Zoltán          |
| 2001 | Baklövészet                                  | Who Is Cletis Tout?                         | Trevor Allen Finch              | Viczián Ottó          |
| 2001 | Milliókért a pokolba                         | 3000 Miles to Graceland                     | Hanson                          | Kálloy Molnár Péter   |
| 2001 | Zoolander, a trendkívüli                     | Zoolander                                   | önmaga (cameo)                  |                       |
| 2002 | Sűrű lé                                      | Hard Cash                                   | Thomas Taylor                   | Rosta Sándor          |
| 2002 | A fegyverek szava                            | Windtalkers                                 | Ox Henderson                    | Szatmári Attila       |
| 2003 | Az utolsó akkord                             | Masked and Anonymous                        | csapattag                       |                       |
| 2004 | Az ifjú Churchill kalandjai                  | Churchill: The Hollywood Years              | Winston Churchill               | Nagy Ervin            |
| 2004 | Egy gyilkos agya                             | Mindhunters                                 | J.D. Reston                     | Breyer Zoltán         |
| 2004 | A gyóntató                                   | The Confessor                               | Daniel Clemens                  | Selmeczi Roland       |
| 2005 | Egyedül a sötétben                           | Alone in the Dark                           | Edward Carnby                   | Dózsa Zoltán          |
| 2005 | Az alku                                      | The Deal                                    | Tom Hanson                      | Rosta Sándor          |
| 2006 |                                              | Crossing the Line                           | önmaga (dokumentumfilm)         |                       |
| 2006 | Bobby Kennedy – A végzetes nap               | Bobby                                       | Daryl Timmons                   | Forgács Péter         |
| 2006 | Árnyék nélkül 2.                             | Hollow Man 2                                | Michael Griffin                 | Forgács Péter         |
| 2007 | A legrosszabb nap                            | He Was a Quiet Man                          | Bob Maconel                     | Széles László         |
| 2007 | Tudathasadás                                 | Slipstream                                  | Ray                             | Forgács Péter         |
| 2007 | A tízparancsolat                             | The Ten Commandments                        | Mózes (hangja)                  | Kőszegi Ákos          |
| 2008 | Piszkos románc                               | Love Lies Bleeding                          | Pollen                          |                       |
| 2008 |                                              | Igor                                        | Schadenfreude Igorja (hangja)   |                       |
| 2009 | Dolan és a Cadillac                          | Dolan's Cadillac                            | Jimmy Dolan                     | Varga Gábor           |
| 2009 | Karátok és ellenségek                        | Lies & Illusions                            | Wes Wilson                      |                       |
| 2011 |                                              | Sacrifice                                   | Porter atya                     |                       |
| 2011 | A gyilkos folyó                              | The River Murders                           | Vuckovitch ügynök               | Széles Tamás          |
| 2011 | Csajok, puskák és a Király                   | Guns, Girls and Gambling                    | John Smith                      | Dányi Krisztián       |
| 2011 | Nők akcióban                                 | Without Men                                 | Gordon                          | Forgács Péter         |
| 2012 |                                              | Playback                                    | Frank Lyons                     |                       |
| 2012 | A szerencse katonái                          | Soldiers of Fortune                         | Craig Mackenzie                 |                       |
| 2012 |                                              | El Gringo                                   | West                            |                       |
| 2012 |                                              | Rites of Passage                            | Delgado                         |                       |
| 2012 |                                              | Back to the Sea                             | Jack (hangja)                   |                       |
| 2012 | Keleti igazságosztó                          | Assassin's Bullet                           | Robert Diggs                    | Forgács Péter         |
| 2012 | Fejlövés                                     | Bullet to the Head                          | Marcus Baptiste                 | Viczián Ottó          |
| 2013 |                                              | The Power of Few                            | Clyde                           |                       |
| 2013 |                                              | Stranded                                    | Gerard Brauchman                |                       |
| 2013 | Gyilkos tánc                                 | Assassins Run                               | Mikhail Gutseriev               | Forgács Péter         |
| 2013 | A nimfomániás                                | Nymphomaniac                                | Joe apja                        |                       |
| 2014 |                                              | Ask Me Anything                             | Paul Spooner                    |                       |
| 2014 |                                              | Way of the Wicked                           | Henry                           |                       |
| 2015 | Vissza a jelenbe 2.                          | Hot Tub Time Machine 2                      | házigazda                       | Welker Gábor          |
| 2015 | Agydopping naplók                            | The Adderall Diaries                        | Hans                            | Forgács Péter         |
| 2016 |                                              | King Cobra                                  | Stephen                         |                       |
| 2017 |                                              | The Summit                                  | Dereck McKinley                 |                       |
| 2017 | Münó, a holdbéli manó                        | Mune, le gardien de la lune                 | Dermesz                         | Sebestyén András      |
| 2017 | A férfi mögött                               | The Wife                                    | Nathaniel Bone                  | Rába Roland           |
| 2018 |                                              | The Public                                  | Josh Davis                      |                       |
| 2018 | Öngyilkos osztag: Pokoli fizetség            | Suicide Squad: Hell to Pay                  | Floyd Lawton / Lövész (hang)    | Debreczeny Csaba      |
| 2020 | Mindenkiből lehet hős                        | We Can Be Heroes                            | Tech-No                         | Rada Bálint           |
| 2023 | Chupa                                        | Chupa                                       | Richard Quinn                   | Forgács Péter         |
| 2023 | Dzsungelhajsza                               | Freelance                                   | Sebastian Earle                 | Viczián Ottó          |
| 2024 | Cukormáz nélkül                              | Unfrosted                                   | Mike Diamond                    | Forgács Péter         |
| 2024 | Vészjelzés                                   | Blink Twice                                 | Vic                             | Czvetkó Sándor        |

### Televízió
| Év        | Magyar cím                     | Eredeti cím                      | Szerep                         | Megjegyzések                                            |
| --------- | ------------------------------ | -------------------------------- | ------------------------------ | ------------------------------------------------------- |
| 1977      |                                | One Life to Live                 | fiú az orvosi rendelőben       | 1 epizód                                                |
| 1981      |                                | Standing Room Only               | Billy                          | 1 epizód                                                |
| 1984      |                                | Tales from the Darkside          | Jody Tolliver                  | 1 epizód                                                |
| 1985      |                                | Ryan's Hope                      | D. J. LaSalle                  | 6 epizód                                                |
| 1986      | Krimisztori                    | Crime Story                      | tizenéves fiú                  | 1 epizód                                                |
| 1986      |                                | The Equalizer                    | Michael Winslow                | 1 epizód                                                |
| 1988      |                                | L.A. Law                         | Andy Prescott                  | 1 epizód                                                |
| 1991–1993 | Saturday Night Live            | Saturday Night Live              | önmaga (házigazda)             | 2 epizód                                                |
| 1993      | 1993-as MTV Video Music Awards | 1993 MTV Video Music Awards      | önmaga (házigazda)             | különkiadás                                             |
| 2002      | Alias                          | Alias                            | Neil Caplan                    | 1 epizód                                                |
| 2002      | Az elnök emberei               | The West Wing                    | Jack Reese őrnagy              | 3 epizód                                                |
| 2002-2003 |                                | Prehistoric Planet               | narrátor (hangja)              | 2. évad                                                 |
| 2003      | Dinoszauruszok bolygója        | Dinosaur Planet                  | narrátor (hangja)              | - 4 epizód - magyar hangja: - Fekete Zoltán             |
| 2003–2005 | Jimmy Neutron kalandjai        | The Adventures of Jimmy Neutron  | Jet Fusion (hangja)            | 2 epizód                                                |
| 2004      | Csúcsmodellek                  | Top Gear                         | önmaga                         | 1 epizód                                                |
| 2005–2012 | Robotcsirke                    | Robot Chicken                    | több szereplő hangja           | 6 epizód                                                |
| 2006      | A nevem Earl                   | My Name Is Earl                  | Woody                          | 1 epizód                                                |
| 2008      | Elsőszámú ellenségem           | My Own Worst Enemy               | Edward Albright / Henry Spivey | 9 epizód                                                |
| 2009      |                                | The Forgotten                    | Alex Donovan                   | 17 epizód                                               |
| 2009      | Félig üres                     | Curb Your Enthusiasm             | önmaga                         | 1 epizód                                                |
| 2010      | Office                         | The Office                       | önmaga                         | 1 epizód                                                |
| 2011–2012 |                                | Breaking In                      | Oz                             | 20 epizód                                               |
| 2011      | Törtetők                       | Entourage                        | önmaga                         | 1 epizód                                                |
| 2012      | Phineas és Ferb                | Phineas and Ferb                 | Paul (hangja)                  | 1 epizód                                                |
| 2013      |                                | Out There                        | Johnny Slade (hangja)          | 1 epizód                                                |
| 2014      |                                | Mind Games                       | Ross Edwards                   | 10 epizód                                               |
| 2014      |                                | Stan Lee's Mighty 7              | Lazer Lord (hangja)            | próbaepizód                                             |
| 2014–2016 | Archer                         | Archer                           | Slater (hangja)                | 10 epizód                                               |
| 2015      | Két pasi – meg egy kicsi       | Two and a Half Men               | önmaga                         | 1 epizód                                                |
| 2015      | Jake és Sohaország kalózai     | Jake and the Never Land Pirates  | The Grim Buccaneer (hangja)    | 2 epizód                                                |
| 2015–2019 | Mr. Robot                      | Mr. Robot                        | Mr. Robot / Edward Alderson    | - főszereplő és producer - magyar hangja: - Rába Roland |
| 2016      | Croodék – A fény kora          | Dawn of the Croods               | Gurg (hangja)                  | 1 epizód                                                |
| 2016–2019 | Az Oroszlán őrség              | The Lion Guard                   | Ushari (hangja)                | 14 epizód                                               |
| 2016–2019 | Milo Murphy törvénye           | Milo Murphy's Law                | Elliot Decker (hangja)         | 14 epizód                                               |
| 2016–2017 |                                | Live with Kelly                  | önmaga (vendég házigazda)      | 13 epizód                                               |
| 2017      | Jeff és az űrlények            | Jeff & Some Aliens               | több szereplő hangja           | 2 epizód                                                |
| 2017      | Justice League Action          | Justice League Action            | Floyd Lawton / Lövész (hangja) | 1 epizód                                                |
| 2017      | Rick és Morty                  | Rick and Morty                   | Vance Maximus (hangja)         | 1 epizód                                                |
| 2018      | Van rá magyarázat              | Explained                        | narrátor (hangja)              | 1 epizód                                                |
| 2020      | Aljas John                     | Dirty John                       | Dan Broderick                  | minisorozat (8 epizód)                                  |
| 2020      | Scooby-Doo és (sz)társai       | Scooby-Doo and Guess Who?        | Christian Slater (hangja)      | 1 epizód                                                |
| 2021      |                                | Dr. Death                        | Dr. Randall Kirby              | 8 epizód                                                |
| 2021      | Lego Star Wars: Ijesztő mesék  | Lego Star Wars: Terrifying Tales | Ren (hangja)                   | rövidfilm                                               |
| 2021–2022 | Konspirációs korporáció        | Inside Job                       | Rand Ridley (hangja)           | - 18 epizód - magyar hangja: - Kerekes József           |
| 2022      | A Fiúk ördögi oldala           | The Boys Presents: Diabolical    | narrátor / Paul (hangja)       | 1 epizód                                                |
| 2022      | Willow                         | Willow                           | Allagash                       | 1 epizód                                                |
| 2022      | Fleishman bajban van           | Fleishman Is in Trouble          | Archer Sylvan                  | minisorozat (2 epizód)                                  |
| 2024–     | A Spiderwick krónikák          | The Spiderwick Chronicles        | Mulgarath                      | főszereplő                                              |
| 2024      | Dexter: Eredendő bűn           | Dexter: Original Sin             | Harry Morgan                   | főszereplő                                              |

## Fordítás
- Ez a szócikk részben vagy egészben  a   Christian Slater című angol Wikipédia-szócikk fordításán alapul.  Az eredeti cikk szerkesztőit annak laptörténete sorolja fel. Ez a jelzés csupán a megfogalmazás eredetét és a szerzői jogokat jelzi, nem szolgál a cikkben szereplő információk forrásmegjelöléseként.